# Col de la Croix (Jura)
Der Col de la Croix ist ein Pass im Schweizer Kanton Jura. Er befindet sich zwischen den Orten Saint-Ursanne und Courgenay; die Passhöhe liegt auf 789 m ü. M.